# Trump International Hotel and Tower (Honolulu)
Trump International Hotel
 {{O Trump International Hotel Waikiki ou Trump Waikiki é um condo-hotel de 110 m de altura, localizado em Honolulu, Havaí. A torre de 12.000 m² contém um total de cerca de 462 unidades. O edifício inclui o The Spa at Trump e espaço para refeições, bem como academia, biblioteca, bar do saguão, café, estacionamento e lobby com vista para o mar e residencial no 6º andar. 

## História
Em 2005, a Outrigger Hotels & Resorts estava negociando com vários desenvolvedores sobre um projeto para o local. A Irongate, uma empresa de investimentos e desenvolvimento imobiliário sediada em Los Angeles, comprou os direitos de desenvolvimento da propriedade no final de 2005. A empresa de Donald Trump, The Trump Organization, posteriormente se associou a Irongate para desenvolver um projeto no local. Em 31 de maio de 2006, Trump anunciou planos para o Trump International Hotel e para a Waikiki Beach Walk. A construção começou no início de 2007, e foi concluída no início de 2009. 
Em julho de 2006, a demolição dos hotéis Royal Islander e Reef Lanai abriu espaço para o Trump Waikiki. Em 10 de novembro de 2006, quase três anos completos antes da conclusão, todas as 462 unidades foram pré-vendidas em um dia por um total de US$ 700 milhões, ou US$ 1,5 milhão em média. O prédio foi inaugurado em 1 de novembro de 2009 e até fevereiro de 2010, 361 das 462 unidades do condomínio do hotel ainda estavam vagas devido a "um assunto interno com o financiamento do prédio".  

## Relação com Donald Trump
Embora faça parte dos hotéis globais Trump, a propriedade não é de propriedade nem desenvolvida, nem contém propriedades vendidas por Donald Trump, The Trump Organization ou qualquer uma de suas afiliadas. O proprietário do hotel Irongate licencia o nome Trump da Trump Marks Waikiki LLC. 